# Малая Соснова (Большесосновский район)
Малая Соснова — село в Большесосновском районе Пермского края. Входит в состав Большесосновского сельского поселения.

## Географическое положение
Расположено на берегах реки Соснова, примерно в 6,5 км к юго-востоку от административного центра района, села Большая Соснова.

## Население
| 2010 |
| ---- |
| 360  |

## Улицы[2]
- 70 лет Октября ул.
- Большая Зарека ул.
- Гагарина ул.
- Зелёный пер.
- Коммунистическая ул.
- Ленина пер.
- Ленина ул.
- Молодёжная ул.
- Полевая ул.
- Речной пер.
- Сиволоты ул.
- Советская ул.
- Чкалова ул.

## Топографические карты
- Лист карты O-40-86 Черновское. Масштаб: 1 : 100 000. Состояние местности на 1983 год. Издание 1984 г.